# Hydaticus apiatus
Hydaticus apiatus är en skalbaggsart som beskrevs av Guignot 1947. Hydaticus apiatus ingår i släktet Hydaticus och familjen dykare. Inga underarter finns listade i Catalogue of Life.